# 바르바리땅다람쥐
바르바리땅다람쥐(Atlantoxerus getulus)는 다람쥐과에 속하는 설치류의 일종이다. 바르바리땅다람쥐속(Spermophilopsis)의 유일종이다. 서사하라와 알제리, 모로코의 토착종이며, 카나리아 제도의 도입종이다. 자연 서식지는 아열대 또는 열대 기후 지역의 건조 관목 지대, 온대 초원, 암반 지대이다. 굴 속에서 집단적으로 모여 산다. 1758년 칼 폰 린네가 처음 기술했다.